# Kristian Himmelstrup
Kristian Himmelstrup (født 19. april 1971) er en dansk forfatter. 
Han debuterede som skønlitterær forfatter med romanen Dinosaurens sidste tango i 2004. Han har været sendelektor i Texas og undervist i kulturformidling og skrivekunst på bl.a. Københavns Universitet og Syddansk Universitet.  